# HD 148427 b
HD 148427 b es un planeta extrasolar que orbita la estrella de tipo K de la secuencia principal HD 148427, localizado aproximadamente a 179 años luz, en la constelación de Ofiuco. Este planeta tiene una masa muy similar a la de Júpiter y tarda 331 días en completar su periodo orbital, con un semieje mayor de 0,93 UA. Este planeta fue descubierto el 12 de agosto de 2009 usando el método de la velocidad radial. El astrónomo Wladimir Lyra (2009) ha propuesto Vediovis como el nombre común posible para HD 156411 b.